# Hochschule für Grafik und Buchkunst Leipzig
Pour les articles homonymes, voir École des beaux-arts, École supérieure d'art et HGB.
L'école supérieure des beaux-arts de Leipzig, en allemand Hochschule für Grafik und Buchkunst Leipzig (HGB), est un établissement d'enseignement artistique fondé à Leipzig (Allemagne) en 1764.
L'une des plus anciennes écoles allemandes de sa catégorie, disposant de quatre départements, elle forme aujourd'hui aux beaux arts, au graphisme, au design, à la photographie, et aux arts numériques.
Historiquement, cette école est le lieu de naissance de deux mouvements artistiques notables de la fin du XXe siècle, la Leipziger Schule et la Neue Leipziger Schule.

## Histoire

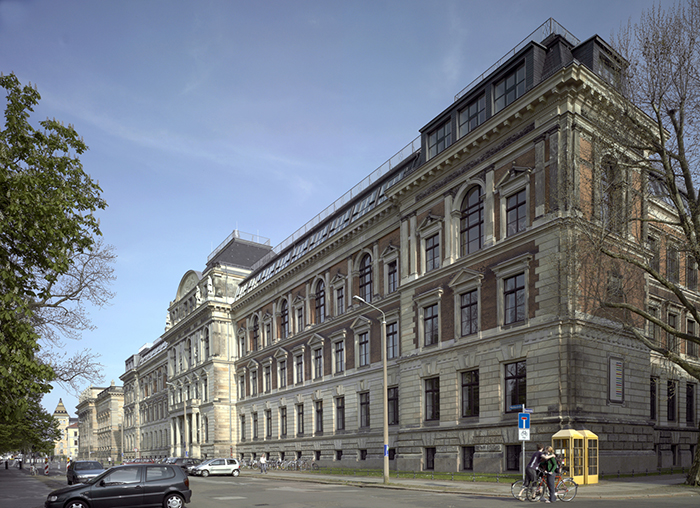
Les bâtiments actuels de la HGB, sur la Wächterstrasse (Leipzig).

Le 6 février 1764, à Leipzig, le prince Xavier de Saxe devient l'administrateur-fondateur d'une nouvelle académie de peinture, au nom de son neveu encore dans sa minorité, le prince-électeur Frédéric-Auguste Ier de Saxe. L'institution est dans un premier temps subordonnée à l'académie des beaux-arts de Dresde. Le premier directeur est le peintre Adam Friedrich Oeser qui demeure à ce poste jusqu'à sa mort, en 1799. Les premiers locaux prennent place au centre-ville durant l'automne 1764, dans le bâtiment des Offices (Leipziger Amtshaus), puis, au cours de l'été 1765, ils occupent l'aile ouest de l'actuelle hôtel de ville (Neues Rathaus) de Leipzig, sur Pleissembourg. À l'automne suivant, Goethe, qui s'intéresse à la peinture en plus du droit, y est étudiant ; Oeser le remarque comme l'un des élèves les plus doués. Ils restèrent en amitié. Plus tard, l'école de peinture se développe et s'ouvre à des cours de dessin et d'architecture.
Vers 1835, l’institution prend officiellement le nom d'« académie des beaux-arts de Leipzig » (Akademie der bildenden Künste). Le directeur s'entoure d'un professeur d'architecture et de deux professeurs de dessin à main levée. Les leçons sont, à cette époque, gratuites.
Entre 1863 et 1871, l'école est réorganisée. Le département d'architecture est temporairement supprimé. Le nouveau directeur, Ludwig Nieper (1826-1906), qui exerça pendant trente ans, apportent d’autres changements structurels majeurs. À partir de 1876, l'institution est renommé « académie royale des beaux-arts et des arts appliqués » (Königliche Kunstakademie und Kunstgewerbeschule). En 1893, un département de création photographique est créé, chose assez inédite à l'époque. Nieper ferma ensuite le département des arts architecturaux, puis, en 1896, le département de la sculpture. Il lança la construction d'un nouveau et imposant bâtiment, sur Wächterstrasse, où l'école se trouve actuellement. 
En 1900, après le départ de Nieper, l'école est rebaptisée « académie royale des arts graphiques et du livre » (Königliche Akademie für graphische Künste und Buchgewerbe) : Leipzig est en effet historiquement et à cette époque le lieu de la plus grande foire commerciale du livre et de l'édition au monde. Depuis 1897, le sculpteur, peintre et graphiste Max Klinger (1857-1920), y enseigne.
La peintre Philippine Wolff-Arndt (1849–1940) convainc le directeur Max Seliger d'accepter les femmes dans son académie qui devient en 1905 la première école d'art en Allemagne à accepter les étudiantes.
Après la chute de l'Empire allemand et la disparition du royaume de Saxe, l'école est rebaptisée Staatliche Akademie für graphische Künste und Buchgewerbe (« Académie d'État des arts graphiques et du livre »). En 1938, elle est la troisième école en nombre d'étudiants, après Vienne et Berlin, au sein du Reich.
Le 26 avril 1947, l'école est rouverte sous le nom actuel de « académie des arts visuels de Leipzig » (Hochschule für Graphik und Buchkunst Leipzig, abrégé HGB) dans le bâtiment construit en 1896, au numéro 11 de la Wächterstrasse. De 1946 à 1949, Walter Arnold y est professeur. À partir de 1951, Albert Kapr (1918-1995) y enseigne la typographie et les métiers du livre. 
Dans les années 1970, des élèves de l'école y fonde le mouvement de la Leipziger Schule ; la HGB prend peu à peu une dimension nationale et internationale, notamment grâce à de nouvelles générations d'artistes comme Wolfgang Mattheuer (en), Bernhard Heisig (en), Werner Tübke, Arno Rink, Sighard Gille, ou Ursula Arnold. Après la chute du mur de Berlin, la loi fédérale du 10 avril 1992 portant sur le statut des universités publiques, confirme l'école dans sa mission, centrée sur les arts graphiques et visuels.
Entre 2005 et 2014, Neo Rauch, artiste de dimension internationale, est professeur à la HGB, qui compte aussi dans ses rangs Clemens von Wedemeyer et Heribert C. Ottersbach.

## Anciens élèves
- Ursula Arnold
- Arno Rink
- Roger Rössing
- Renate Rössing
- Günter Rössler
- Carl Seffner
- Werner Tübke